# Tribanj Sveta Marija Magdalena
Tribanj Sv. Marija Magdalena je zaselak Tribnja u općini Starigrad u Zadarskoj županiji.

## Zemljopis
Naselje se nalazi zapadno od Starigrada 15.km.  u pravcu Rijeke, na geografskoj širini 44° 21' 9.27" sjeverno i geografskoj dužini 15° 18' 57.43"  južno. U tom kraju mjesto zovu vratima Velebita.

## Gospodarstvo
Stanovništvo se uglavnom bavi ovčarstvom i kozarstvom, u novije vrijeme i turizmom. Nekada je u mjestu bilo mnogo više stanovnika, da bi danas bilo samo 18 stanovnika.

## Spomenici
U samom mjestu je Crkva sv. Marije Magdalene